# ۴۱۶ (پیش از میلاد)
۴۱۶ (پیش از میلاد) ۴۱۶مین سال قبل از تقویم میلادی است.